# 예술로 (인천)
예술로(藝術路)는 인천광역시 연수구 선학동 문학경기장 정문에서 부평구 십정동 동암역남광장 입구까지 이르는 인천광역시도로, 총 연장은 3.71 km이다.

## 개요
예술로는 선학동 110일원을 기점으로 간석동 236-1일원을 종점으로 하며, 2009년 07월 06일 고시 및 효력이 발생되었다. 인근의 인천종합문화예술회관이 도로의 중간 지점에 존재하며, 인천의 대부분의 기관시설이 도로에 직접 연계되어 있거나 가지번호 도로가 형성되어 배치되어 있다.  
남측으로는 인천광역시 올림픽공원, 인천문화예술회관, 인천롯데백화점, 예술회관역, 인천중앙공원, 인천종합버스터미널, 인천터미널역, 문학경기장, 문학경기장역까지 이르다보니 구월동과 관교동, 선학동의 랜드마크 건물들이 있는편이다. 북측으로는 인천시청, 중앙공원 조각지구, 인천교육청, 인천광역시교육청중앙도서관, 중앙근린공원, 인천시청역까지 이른다.
가지번호길이 존재하여, 기술보증기금인천지부, MBC 인천, KT&G 인천지부 등 기업/기관건물이 배치 되어 있다.

## 통과하는 지자체
- 연수구 : 선학동
- 미추홀구 : 관교동
- 남동구 : 구월동, 간석동
- 부평구 : 십정동

## 통과하는 도로
- 경원대로
- 매소홀로
- 인하로
- 성말로
- 인주대로
- 구월남로
- 정각로
- 구월로
- 석산로
- 경인로 (국도 제42호선 및 국도 제46호선의 일부)
- 백범로
- 아트센터로 (직결)

## 사진

인천 뉴코아아울렛
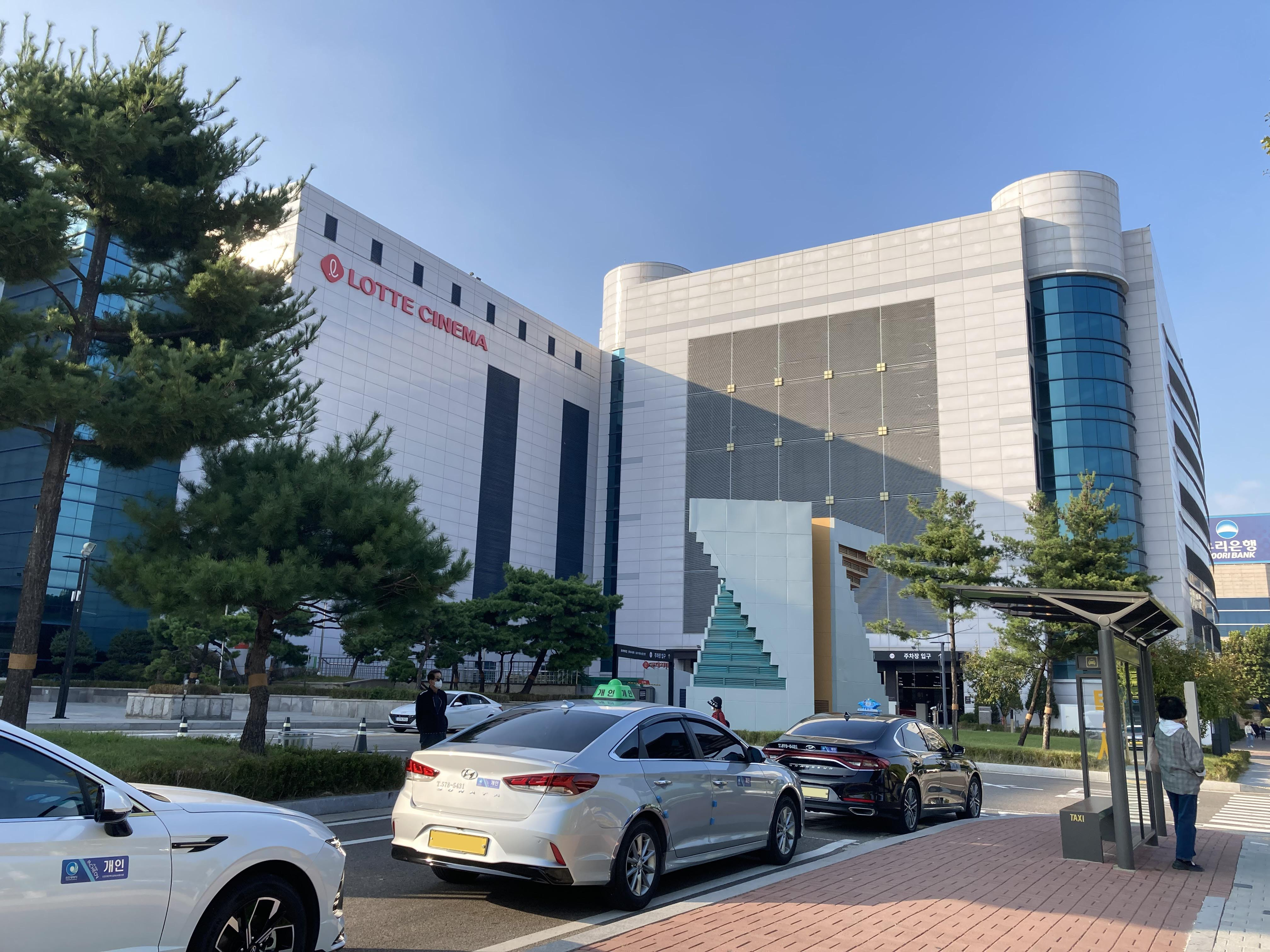
인천터미널, 롯데백화점
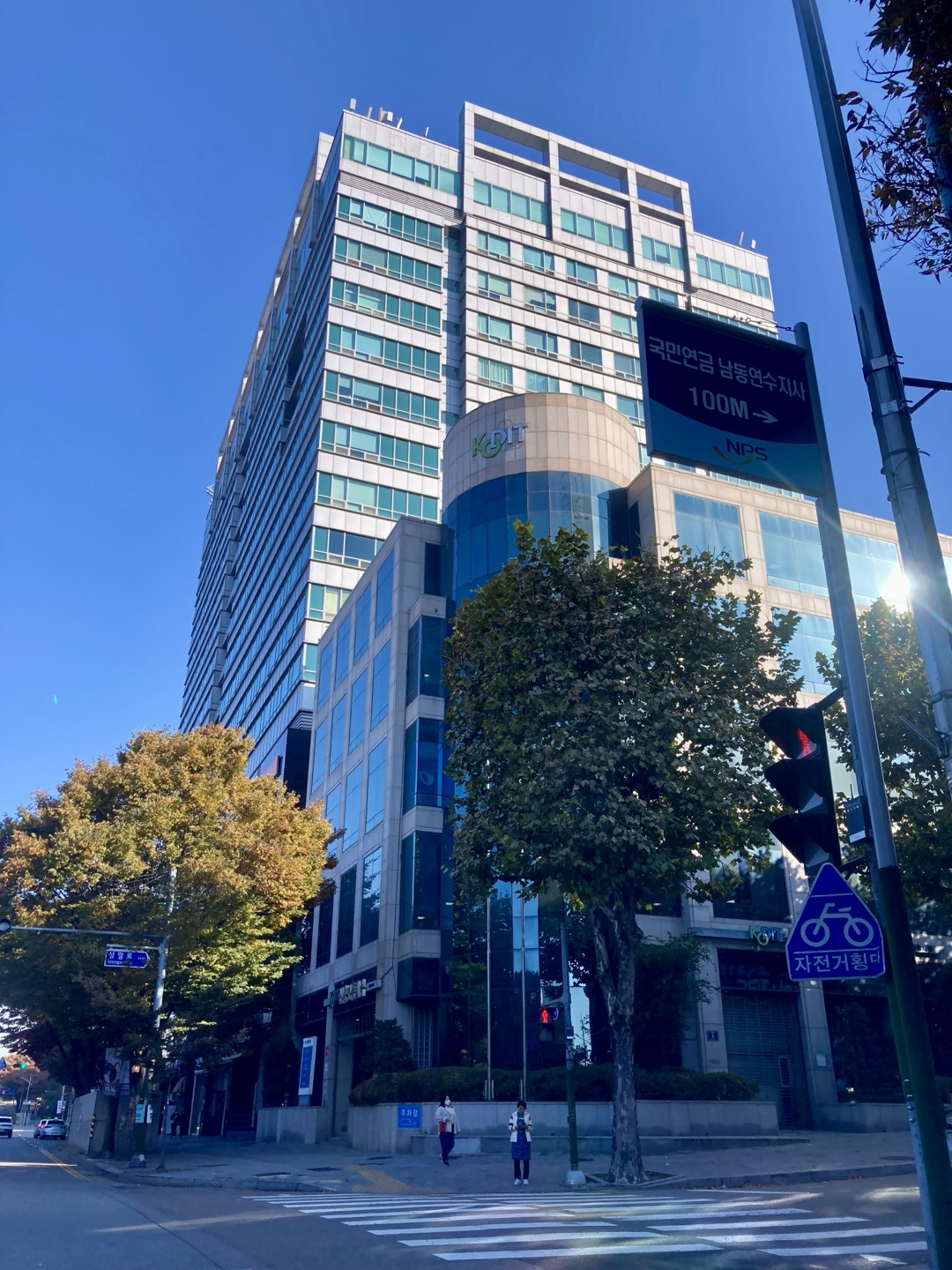
인천신용보증기금
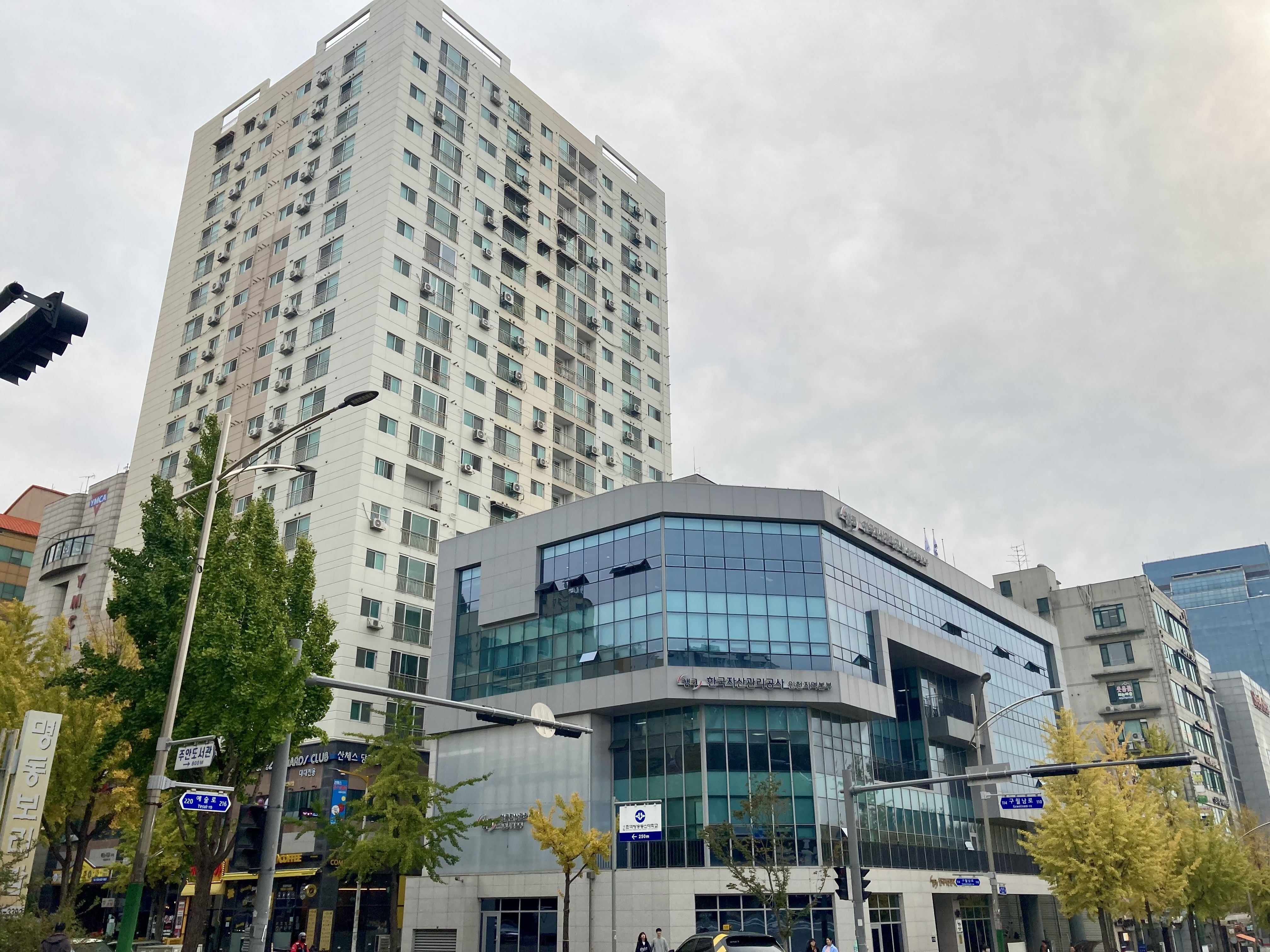
한국자산관리공사 인천지역본부
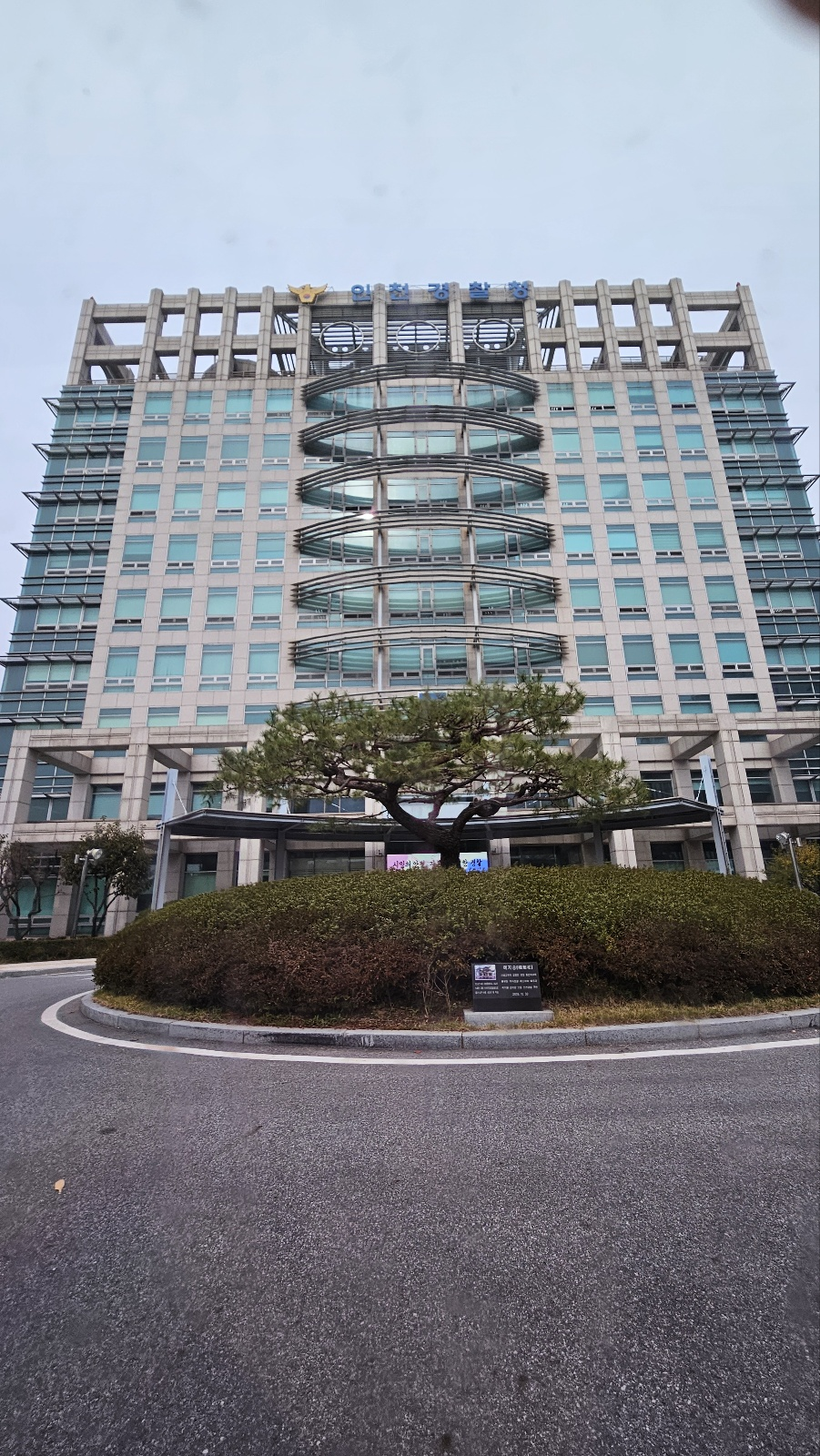
인천광역시 경찰청
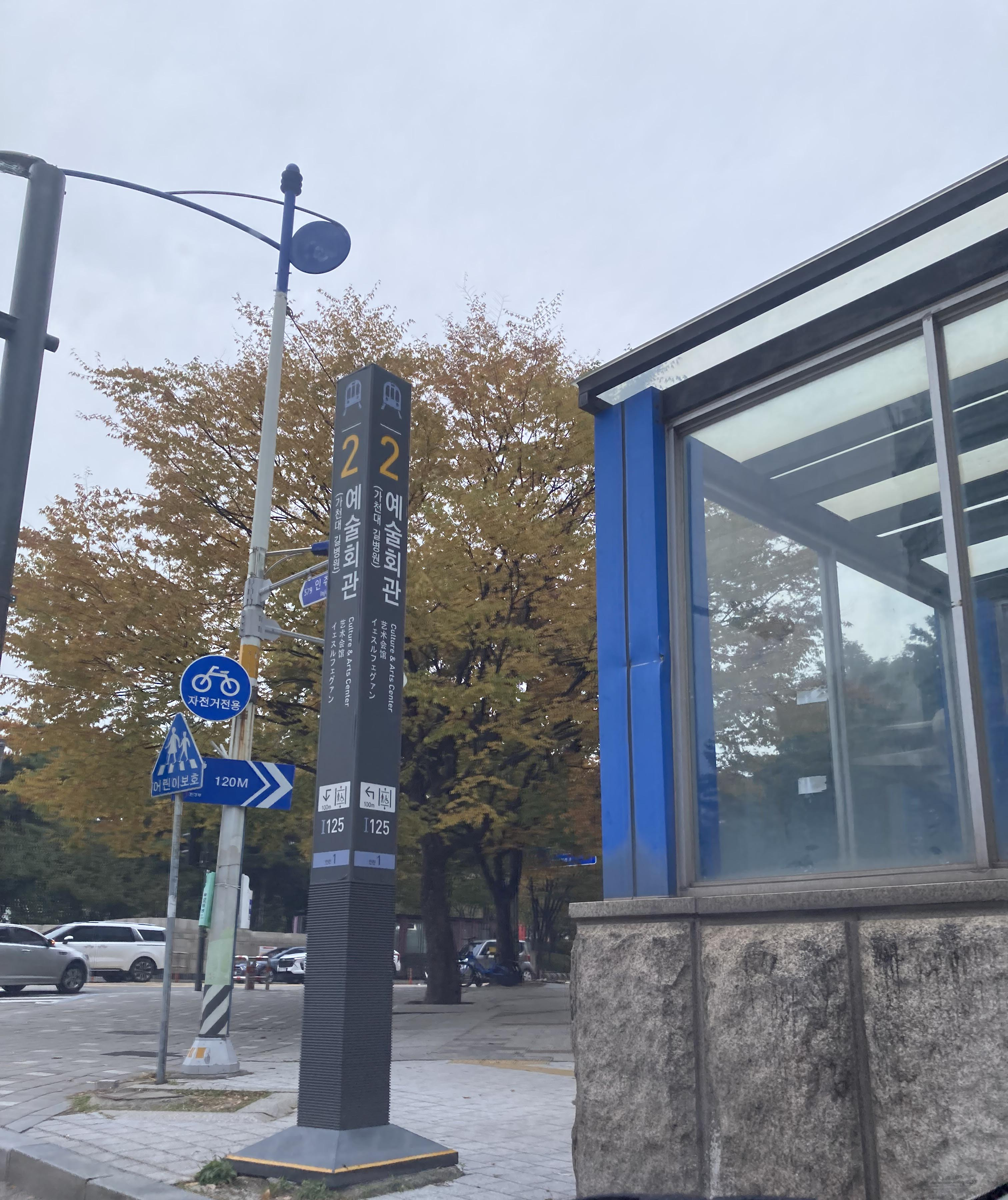
인천예술회관역
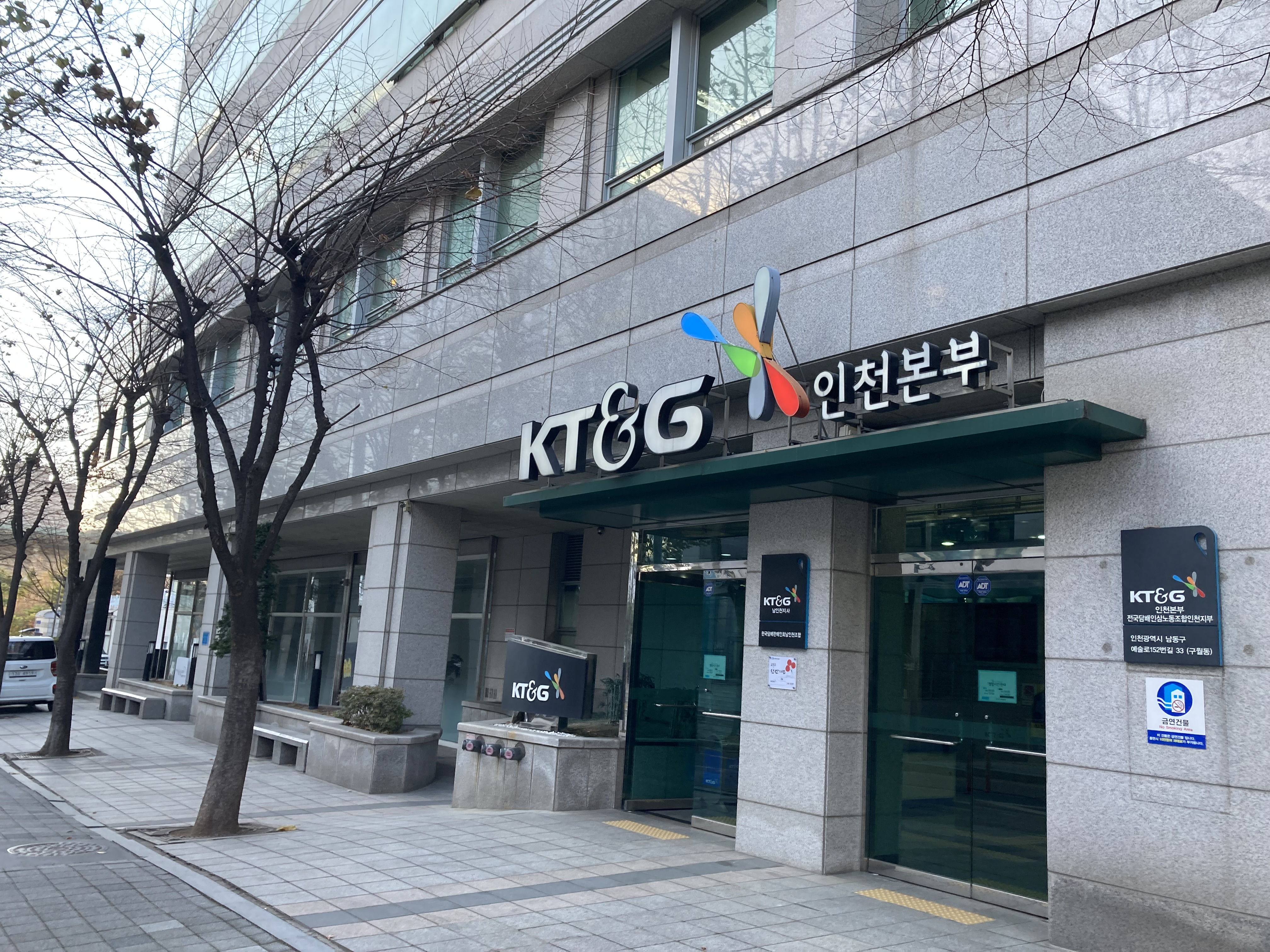
KT&G 인천지사, 인천MBC 건물 (예술로 152번길 33)
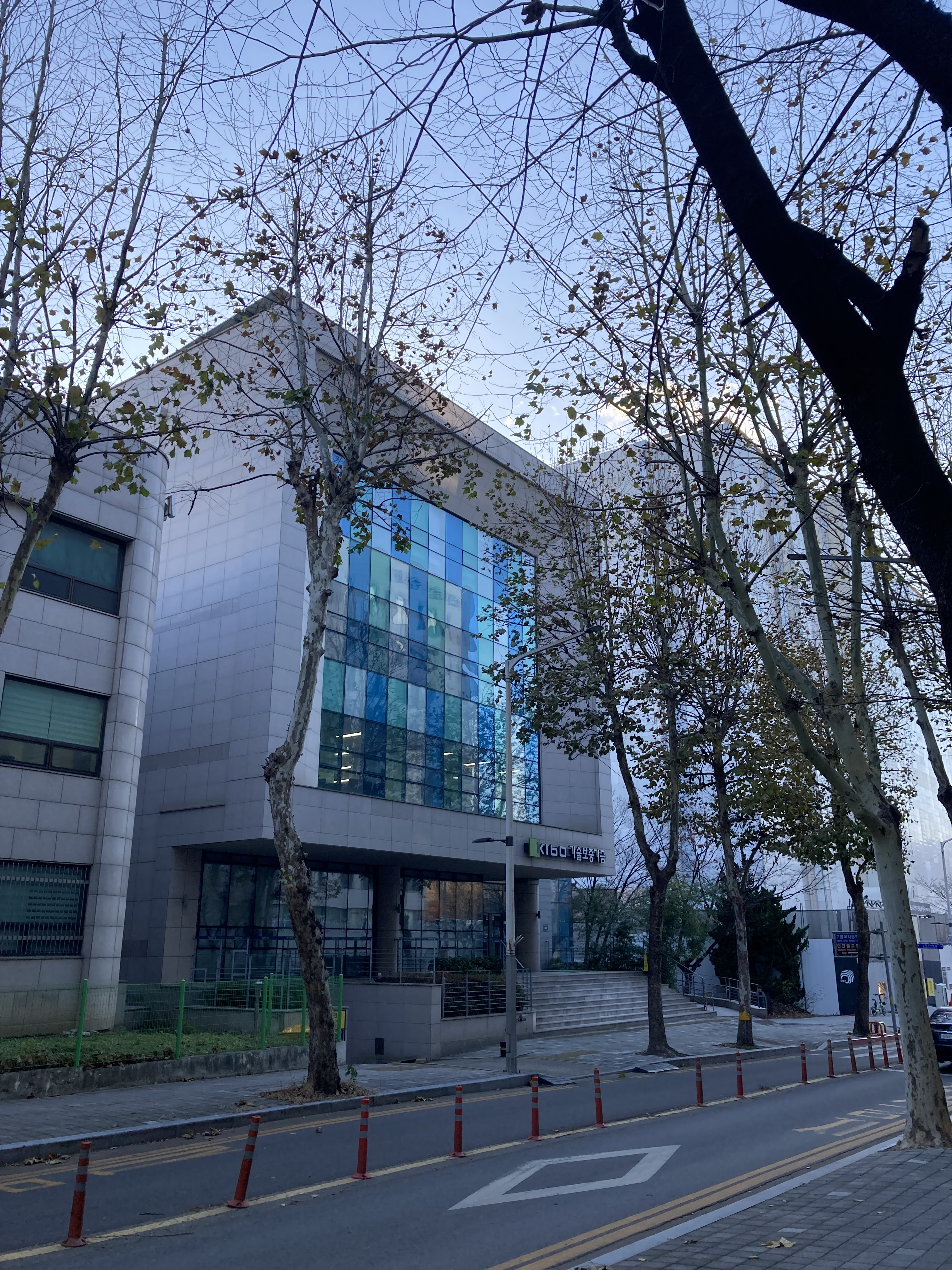
기술보증기금(KIBO/KOTEC)
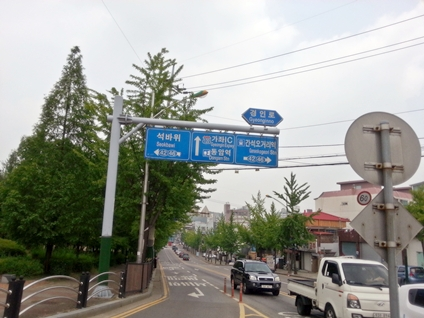
경인로와 교차하는 예술로(주원사거리, 2016년)

## 연계 철도역
- 인천 도시철도 1호선 : 문학경기장역, 인천터미널역, 예술회관역, 인천시청역
- 인천 도시철도 2호선 : 인천시청역

## 주변에 있는 시설들
연수구
- 고구려짬뽕10101 선학점

미추홀구
- 중앙어린이교통공원
- 인천종합버스터미널

남동구
- 뉴코아아울렛 인천점
  - 노블스포렉스 인천점
- KB국민은행 구월동종합금융센터
- 인천구월 톡스앤필의원
- 신용보증기금 인천중앙지점
- 교보문고 인천점
- 엘리오스쇼핑센터 구월점
- 인천광역시경찰청
- 인천종합문화예술회관
- 인천올림픽공원
- 인천중앙공원
- 한국수출입은행 인천지점
  - 금융감독원 인천지원
- 홈플러스 구월점
  - CGV 인천
- GS25 구월프라자점
- 카페그믐달
- 한국자산관리공사 인천지역본부
- 명동보리밥
- 청진네오스빌 오피스텔
- 인천중앙공원 (하트분수지구, 조각원지구)
- 21세기병원
- 인천광역시교육청
- 신선화로 인천시청점
- 덕산아파트[A]
- 서해빌딩
- 굽네치킨 간석점
- 열정분식소 남동점
- 한일오토서비스
- 주원무지개아파트
- 주원교회
- 성수빌딩
- 민성합판목재
- 마일레 오토서비스
- 진영카센타
- 현대그린빌라
- 일신목재

## 같이 보기
- 문화로